# Здравко Дафинов
Здравко Недялков Дафинов е български писател, автор на биографиите на редица бъкгарски писатели, поети и други обществени деятели. Новатор в библиотечното дело на България и един от съзидателите на модерното библиотекознание.
Здравко Дафинов е роден роден в гр. Враца на 9 септември 1913 г. Първоначално следва философия в Софийския универстет. През 1938 г. завършва Военното на Негово Величество училище. До 1946 г. е служи като действащ офицер с чин капитан от зенитната артилерия. Учи в Генералщабната академия в София като неин стипендиант. След уволнението от Българската народна армия като „царски офицер“ през 1946 г., завършва право в в своята алма матер – Софийския универстет. От 1949 г. до пенсионирането си през 1978 г. работи като библиотекар в Университетската библиотека и началник методически отдел в Националната библиотека „Св. Св. Кирил и Методий“.
Здравко Дафинов е старши научен сътрудник по библиотечно дело и кандидат на архитектурните науки. Той е един от учредителите на Съюза на възпитаниците на Военните на НВ училища, създател и първи главен редактор от 1992 г. до 2001 г. на органа на Съюза на Висшето военновъздушно училище „Георги Бенковски“, списанието „Един завет“.
От 1993 г. до 2008 г. той написва и публикува 27 тома – документални хроники за най-голямите български поети, писатели, учени и политици. Здравко Дафинов има принос в вомплектуването и формирането на библиотечните фондове, за класифицирането на документите и изграждането на систематичните каталози, за справочно-информационната дейност, за строителството на библиотечните сгради, за организацията на пространството и за обзавеждането на библиотеките.

### Авторски издания
- Дафинов, Здравко. Нашите големи социалистически строежи.   София, НБ „Васил Коларов“, 1962. с. 40.
- Дафинов, Здравко. Демократи. Документална хроника за живота и политическата дейност на Петко Каравелов и Петко Славейков след Освобождението.   София, Родина, 1996. с. 493.
- Дафинов, Здравко. Монахът войн.   София, Родина, 1996. с. 255.
- Дафинов, Здравко. Титанът на Възраждането.   София, Родина, 1997. с. 388.
- Дафинов, Здравко. Беломорски дневник 1942 – 1944.   София, Родина, 1997. с. 256.
- Дафинов, Здравко. „Буржоазна“ България (1913 – 1942).   София, Родина, 1997. с. 332.
- Дафинов, Здравко. Под диктатурата на пролетариата (1944 – 1956).   София, Родина, 1998. с. 356.
- Дафинов, Здравко. Безвремието на комунизма 1969 – 1989.   София, Родина, 1999. с. 449.
- Дафинов, Здравко. Безвремието на комунизма. Част 1: 1956 – 1969.   София, Родина, 1999. с. 408.
- Дафинов, Здравко. Безвремието на комунизма. Част 2: 1969 – 1989.   София, Родина, 1999. с. 456.
- Дафинов, Здравко. Развиделяване (1989 – 1999).   София, Родина, 2000. ISBN 9548743167. с. 643.
- Дафинов, Здравко. Патриархът (Автентичният Вазов) 1850 – 1895, 1895 – 1921 – част 1 и 2.   София, Родина, 2000. ISBN 9548743140. с. 703.
- Дафинов, Здравко. Мълчаливецът. Документална хроника за живота и творчеството на Йордан Йовков.   София, Иван Вазов, 2001. ISBN 9546041173. с. 591.
- Дафинов, Здравко. Първостроителят на българската култура. Документална хроника за живота и творчеството на проф. д-р. Иван Шишманов.   София, Родина, 2001. ISBN 9548743171. с. 478.
- Дафинов, Здравко. Боян Пенев. Документална хроника за живота и научната му дейност.   София, Родина, 2002. ISBN 954-8743-20-5. с. 256.
- Дафинов, Здравко. Любовта на най-бележитите български поети, писатели и учени.   София, Изток-Запад, 2003. ISBN 9789543218608. с. 468.
- Дафинов, Здравко. Автентичният Яворов. Том 1-2.   София, Изток-Запад, 2004. с. 705.
- Дафинов, Здравко. Чародеецът бохем. Документална хроника за живота и творчеството на Димчо Дебелянов.   София, Изток-Запад, 2004. ISBN 9789543212033. с. 388.
- Дафинов, Здравко. Петко Р. Славейков. Летопис за живота, творчеството и обществената му дейност.   София, УИ „Св. Климент Охридски“, 2004. ISBN 9540716004. с. 549.
- Дафинов, Здравко. Автентичният Елин Пелин.   София, Изток-Запад, 2005. ISBN 9543211361. с. 308.
- Дафинов, Здравко. Приятелства и съперничества между българските поети, писатели и критици.   София, Изток-Запад, 2006. ISBN 9543212031. с. 560.
- Дафинов, Здравко. Безсмъртен и гениален автентичният Христо Ботев.   София, Изток-Запад, 2007. ISBN 9789543213122. с. 300.
- Дафинов, Здравко. Последният възрожденец: Автентичният Димитър Талев.   София, Изток-Запад, 2008. ISBN 9789543213924. с. 342.
- Дафинов, Здравко. Автентичният д-р Кръстьо Кръстев.   София, Изток-Запад, 2013. ISBN 9786191523320. с. 380.

### В съавторство
- Константинка Калайджиева, Здравко Дафинов. Ръководство за работа в масовите библиотеки.   София, Наука и изкуство, 1958. с. 242.
- Снежина Тошева, Здравко Дафинов, Георги Младжов. Минимум библиотечна техника.   София, Наука и изкуство, 1964. с. 233.
- Здравко Дафинов, Снежина Тошева, Лора Рибарска. Таблици на десетичната класификация.  София, Наука и изкуство, 1967. с. 176.
- Здравко Дафинов, Камен Георгиев. Вътрешна архитектура на библиотеките.   София, Техника, 1971. с. 156.
- Здравко Дафинов, Иван Богданов. Естетическата мисъл в България 1878 – 1944. Том 3.   София, Дружество на естетиците, изкуствоведите и литературоведите в България, 1983. с. 497.